# New York, deux heures du matin
Pour plus de détails, voir Fiche technique et Distribution.
New York, deux heures du matin (Fear City) est un film américain réalisé par Abel Ferrara, sorti en 1984.

## Synopsis
Matt Rossi (Tom Berenger) est un ancien boxeur reconverti dans l'affaire du striptease. Il est associé avec son ami Nick Parzeno (Jack Scalia) dans une société qui alimente les clubs en effeuilleuses dont son ex-amie, la superbe Loretta (Melanie Griffith).
Un homme se met à agresser de manière particulièrement sadique les jeunes femmes lorsqu'elles sortent des clubs. Une femme est mutilée (Ola Ray), puis Leila (Rae Dawn Chong) l'amante de Loretta, également stripteaseuse, est blessée. Matt et Nick commencent par soupçonner Goldstein (Jan Murray) avec qui ils se partagent le marché. La police pense également à une guerre pour le marché des stripteaseuses. Carmine (Rossano Brazzi), un parrain qui protège Matt conseille à celui-ci de s'occuper de Goldstein. Mais Matt, qui a raccroché les gants car il a naguère tué un adversaire sur le ring, répugne désormais à la violence.
L'enquête de police piétine : la seule certitude est que l'agresseur est un artiste martial. Matt, décidé à protéger Loretta, renoue avec elle. Lorsqu'une des filles de Goldstein est à son tour attaquée et tuée, Matt, Nick et Goldstein passent un accord pour protéger les filles. Mais une nouvelle stripteaseuse est tuée. Les filles refusent de continuer à travailler.
Nick, alors qu'il essaie de défendre sa petite amie attaquée par le tueur, est sérieusement blessé. Matt, qui a roué de coups un innocent, est brièvement incarcéré. C'est maintenant au tour de Loretta d'être attaquée mais Matt, qui l'avait suivie, s'interpose. Le combat entre l'ancien boxeur et l'artiste martial se solde par la mort de ce dernier.

## Fiche technique
Sauf indication contraire, les informations mentionnées dans cette section peuvent être confirmées par la base de données cinématographiques IMDb,  présente dans la section « Liens externes ».
- Titre original : Fear City
- Titre français : New York, deux heures du matin
- Réalisation : Abel Ferrara
- Scénario : Nicolas St. John
- Musique : Dick Halligan
- Décors : Vincent M. Cresciman
- Costumes : Linda M. Bass
- Photographie : James Lemmo (en)
- Montage : Jack W. Holmes et Anthony Redman
- Production : Bruce Cohn Curtis

Production déléguée : Tom Curtis et Stanley R. Zupnik
Coproduction : Jerry Tokofsky
- Sociétés de production : Zupnik-Curtis Enterprises, Rebecca Productions et Castle Hill Productions (en) ; 20th Century Fox (coproduction)
- Société de distribution : Aquarius Releasing
- Pays d'origine :  États-Unis
- Langue originale : anglais
- Format : couleur - Mono - 35 mm - 1.57:1
- Genre : thriller policier
- Durée : 96 minutes[1]
- Dates de sortie :
  - France : 16 mai 1984 (Festival de Cannes) ; 18 juillet 1984 (sortie nationale)
  - États-Unis : 16 février 1985

## Distribution
- Tom Berenger (VF : Richard Darbois) : Matt Rossi
- Billy Dee Williams (VF : Med Hondo) : Al Wheeler
- Jack Scalia (VF : François Leccia) : Nick Parzeno
- Melanie Griffith (VF : Janine Forney) : Loretta
- Michael V. Gazzo (VF : Philippe Dumat) : Mike
- Joe Santos : Frank
- Daniel Faraldo (it) (VF : Mario Santini) : Sanchez
- Janet Julian (VF : Céline Montsarrat) : Ruby
- Rossano Brazzi (VF : Jacques Deschamps) : Carmine
- Rae Dawn Chong (VF : Maïk Darah) : Leila
- Jan Murray (VF : Claude Joseph) : Goldstein
- Frank Ronzio : Harry
- Ola Ray : Honey
- John Foster (VF : Michel Papineschi) : Pazzo (le tueur)[2]
- Juan Fernández (en)(VF : Marc François) : Jorge
- Maria Conchita Alonso : Silver

## Production et exploitation du film
Le film est à l'origine produit par la 20th Century-Fox. Les scènes de nu, de meurtres et le langage des personnages valent au film des ennuis avec la Fox et avec la MPAA. La Major revend le film à Aquarius Releasing, une compagnie indépendante pour son exploitation en salles. La MPAA obligea à des coupes dont les traces subsistent dans le découpage de certaines scènes de striptease et de meurtres qui sont montées en jump cut.

## Analyse du film
Il a pour cadre les clubs de strip-tease de Times Square, à l'époque (aujourd'hui révolue) où ce quartier symbolisait le vice et la violence urbaine nocturne qui ont constitué l'un des nombreux mythes de la ville.
C'est un thriller nocturne à la trame classique et un peu datée, mais dans lequel on reconnaît la noirceur désabusée de Ferrara, ainsi que des thèmes qui lui sont chers, comme la culpabilité et la rédemption.
Pourtant le scénario masque un remake de M Le Maudit de Fritz Lang où les strip-teaseuses ont remplacé les petits enfants. C'est un film que l'on peut qualifier de charnière. Après ses petits thrillers, Ferrara accède à un film à budget respectable doté d'un vrai casting avec de jeunes acteurs prometteurs : Melanie Griffith et Tom Berenger, mais aussi Billy Dee Williams connu pour le rôle de Lando Calrissian dans Star Wars.
Contrairement au film de Lang, le tueur n'est pas le personnage central du film. Là où le film allemand montre un personnage de petit bourgeois aux prises avec sa pulsion de mort et une sexualité déviante, Ferrara s'empare du personnage du boxeur tourmenté. Dans le film, le tueur est la personnification de la pulsion de mort de Matt. Le boxeur devra vaincre sa culpabilité d'avoir tué sur le ring pour venir à bout du serial killer... Le film cache donc une certaine amoralité que résume la dernière réplique du policier : ayant tué le tueur Matt devient un héros.
Une dernière piste : les flash-backs de Matt sur son combat constituent une citation implicite du film de John Ford L'Homme tranquille, référence que l'on croise peu souvent chez le cinéaste mais qu'il est intéressante de relever.
On peut remarquer aussi les premiers éléments d'un dialogues entre deux cinéastes : Ferrara et Scorsese. Dans les scènes où intervient le parrain, Matt le retrouve dans une trattoria. Ferrara adopte alors un traitement catholique (faisant référence à l'iconographie catholique de la rencontre). Le cinéaste connaît Mean Streets et Taxi Driver mais Scorsese n'appliquera véritablement l'iconographie catholique à la mafia qu'avec Les Affranchis et Casino, donc bien après ce film. Rappelons que pour beaucoup Bad Lieutenant est une continuation de Mean Streets.

### Documentation
- (en) Janet Maslin, « Screen: Fear City opens », The New York Times,‎ 16 février 1984 (lire en ligne).
- (en) « Fear City: Comparaison », sur movie-censorship.com.